# Alime Abdenanova
Alime Seitosmanovna Abdenanova in russo Алиме́ Абдена́нова? (Kerč', 4 gennaio 1924 – Sinferopoli, 5 aprile 1944) è stata un'esploratrice sovietica dell'Armata Rossa durante la seconda guerra mondiale.
Dopo l'occupazione tedesca della Crimea nel 1943, guidò il suo gruppo di ricognizione nella raccolta di informazioni sulle posizioni delle truppe tedesche e rumene in tutta la penisola di Kerč', motivo per cui fu insignita dell'Ordine della Bandiera Rossa. Dopo l'arresto, fu torturata e poi giustiziata a Sinferopoli il 5 aprile 1944.
Il 1º settembre 2014, con decreto di Vladimir Putin, è stata dichiarata postuma Eroe della Federazione Russa, diventando così la sedicesima donna e la prima tatara di Crimea ad essere insignita di questo titolo.

## Biografia
Nacque il 4 gennaio 1924 a Kerč' in una famiglia di contadini tatari di Crimea da madre Meselme e padre Seit-Osman. Nel 1926 nacque la sorella Azife e nel 1929 la sorella minore Feruza. Dopo la morte della madre nel 1930 e del padre nel 1931, Alime e le sue sorelle vissero con la nonna a Jermai-Kashik e assunsero il cognome Abdenanova.
Dopo aver completato i sette anni di scuola secondaria con il massimo dei voti, trovò lavoro come segretaria presso il Soviet del villaggio di Uzun-Ayaksky, nel distretto di Leninskij. Nel 1940 entrò a far parte del Komsomol. Dopo l'invasione tedesca dell'Unione Sovietica nel giugno 1941, fece più volte domanda di arruolamento nell'Armata Rossa, ma ogni volta fu rifiutata perché già membro del Comitato esecutivo del distretto di Leninskij. Il 16 novembre 1941, il comitato fu trasferito a Kerč' e successivamente a Temrjuk. Dopo il trasferimento poté iscriversi ai corsi di medicina e fu poi assegnata a un ospedale di Krasnodar.

## Attività di capo scout
Dopo che le truppe sovietiche avevano riconquistato il territorio controllato dalla Wehrmacht nella battaglia di Kursk e con l'Operazione Novorossiysk-Taman, la leadership dell'Armata Rossa decise di lanciare un'offensiva per riconquistare l'intera Crimea. A tal fine, il generale Nikolai Trusov, vice capo di stato maggiore dell'intelligence dell'esercito marittimo, ordinò di inviare i ricognitori nelle retrovie delle forze dell'Asse in ritirata. Nacque così il gruppo di ricognizione denominato "Bast", composto da due ricognitori e sei agenti addestrati al sabotaggio; il gruppo, impiegato nella città di Staryj Krym, riuscì a inviare oltre 300 trasmissioni con informazioni di intelligence all'Armata Rossa. Questa rete, composta da sole otto persone, non era però in grado di monitorare l'intera penisola e fu soggetta a una crescente pressione da parte dei nazisti. L'inasprimento delle restrizioni per gli spostamenti da parte dei nazisti avrebbe posto fine alla loro missione prematuramente. Trusov decise quindi di inviare un secondo gruppo di ricognizione nella penisola e Alime si offrì subito volontaria per questo compito. Entrata nella scuola di addestramento dei servizi segreti militari di Krasnodar, si preparò per il suo incarico, imparando a lanciarsi con il paracadute e ricevendo un corso accelerato di spionaggio.
Nella notte del 2 ottobre 1943 si paracadutò da un Po-2 sopra il villaggio di Dzermai-Kashik insieme alla radiotelegrafista Larisa Gulyachenko. Nell'atterraggio si ferì a una gamba ma riuscì comunque a raggiungere la casa della nonna da dove iniziò a lavorare con lo pseudonimo di "Sofia" mentre la Gulyachenko utilizzò i nomi "Stasya" e "Proud". Per raccogliere le informazioni richieste dall'Armata Rossa organizzò un piccolo gruppo di esploratori a cui furono assegnati dei compiti come il monitoraggio costante della ferrovia locale, l'individuazione dei movimenti delle truppe nemiche, la raccolta di dati sulle guarnigioni e schieramenti delle unità nemiche nella zona. Le riunioni si tenevano in casa di Battal Battalov, da dove Alime si rivolgeva via radio al dipartimento di intelligence del Fronte caucasico settentrionale. Dall'inizio dell'operazione, fino al 19 ottobre furono inviati all'Armata Rossa 16 radiogrammi, ben oltre il requisito di due a settimana. In totale la rete clandestina inviò oltre 80 trasmissioni di intelligence, con conseguente aumento delle perdite tra le truppe tedesche.
Il 13 dicembre 1943 il maggiore Athekhovsky, capo del secondo dipartimento di ricognizione presso il quartier generale del Fronte del Caucaso settentrionale, propose Alime Abdenanova e Larisa Gulyachenko per l'Ordine della Bandiera Rossa. Questa richiesta fu approvata il 5 gennaio 1944 dal consiglio dell'Esercito di Primorsky ma poiché all'epoca la Abdenanova si trovava in territorio occupato e quindi non poteva ricevere personalmente l'onorificenza, la medaglia fu conservata a Mosca fino alla consegna ufficiale avvenuta il 9 maggio 1992 alla sorella Feruza, e successivamente conservata al museo locale di Lenino.

## Prigionia e morte
Nei mesi di gennaio e febbraio 1944, la Abdenanova inviò 42 trasmissioni radio all'Armata Rossa, ma l'11 febbraio le batterie della sua radio si esaurirono e fu costretta a chiederne una nuova a Aleksander Pavlenko, un partigiano locale. Dopo aver fornito il set di batterie, Pavlenko fu arrestato dai tedeschi; Alime riferì al quartier generale e ricevette da Trusov l'ordine di recarsi in un villaggio vicino, ospitata da alcuni parenti. A quel punto i tedeschi cominciarono a sospettare la presenza dei partigiani di Kerč' e con l'uso di un radiogoniometro fu individuata la posizione dei ricognitori: nella notte del 25 febbraio i nazisti entrarono in casa di Sefidin e Dzhevat Menanov, furono arrestati e portati in prigione a Staryj Krym la maggior parte degli esploratori, compresi Abdenanova e Gulyachenko. La radio fu trovata nella stalla dove era stata nascosta.
Nella prigione, nessuno degli esploratori reclutati da Abdenanova rivelò ai tedeschi informazioni militari, nemmeno sotto tortura, e la maggior parte di loro fu fucilata il 9 marzo. Vaspie Ajibaeva morì per le torture subite prima della fucilazione, Nechipa Batalova fu fucilata nel cortile della prigione. Dopo aver assistito alla tortura dei partigiani, Larisa Gulyachenko accettò di collaborare con i nazisti e rivelò la posizione della radio usata per trasmettere. Al contrario, Abdenanova si rifiutò di fornire qualsiasi informazione ai nazisti e per questo fu torturata pesantemente. Diversi russi fedeli ai nazisti parteciparono alle torture, strappandole le unghie, spezzandole braccia e gambe, e anche sfigurandole il viso. Nonostante le torture e gli interrogatori prolungati, non rivelò alcuna informazione.
Il 27 marzo, i partigiani fecero irruzione nella prigione di Staryj Krym e liberarono molti prigionieri, ma non Alime perché era stata spostata in una prigione di Sinferopoli, dove arrivò il 3 aprile e fu messa in isolamento. Il 5 aprile 1944 fu fucilata dalla Gestapo e sepolta in un luogo sconosciuto.

## Memoria
Dopo che i sovietici ripresero il controllo della Crimea nell'aprile del 1944, gli ufficiali dell'Armata Rossa visitarono la famiglia di Alime e lodarono il suo coraggio, affermando che le sue azioni non sarebbero state dimenticate. Dopo la deportazione dei Tatari di Crimea in Asia centrale il 18 maggio, i familiari di Alime furono deportati in Uzbekistan, compresa la nonna e la sorella Azife. Il governo sovietico aveva dichiarato collettivamente traditori tutti i Tatari di Crimea, anche quelli che avevano servito con la massima lealtà nell'Armata Rossa, per cui anche dopo ripetute petizioni che chiedevano che Abdenanova fosse dichiarata Eroe dell'Unione Sovietica, non fu mai insignita del titolo e rimase in gran parte sconosciuta al pubblico.
Dopo la caduta dell'Unione Sovietica, la pubblicazione delle sue azioni durante la guerra, definita come "la Zoya di Crimea", e l'annessione della Crimea da parte della Russia nel 2014, è stata dichiarata Eroe della Federazione Russa il 1º settembre 2014.